# 小果榆
小果榆（学名：Ulmus microcarpus）为榆科榆属的植物，为中国的特有植物。分布于中国大陆的西藏等地，生长于海拔2,800米的地区，一般生于阔叶林中，目前尚未由人工引种栽培。